# Liste der Fornminnen in Hjortsberga

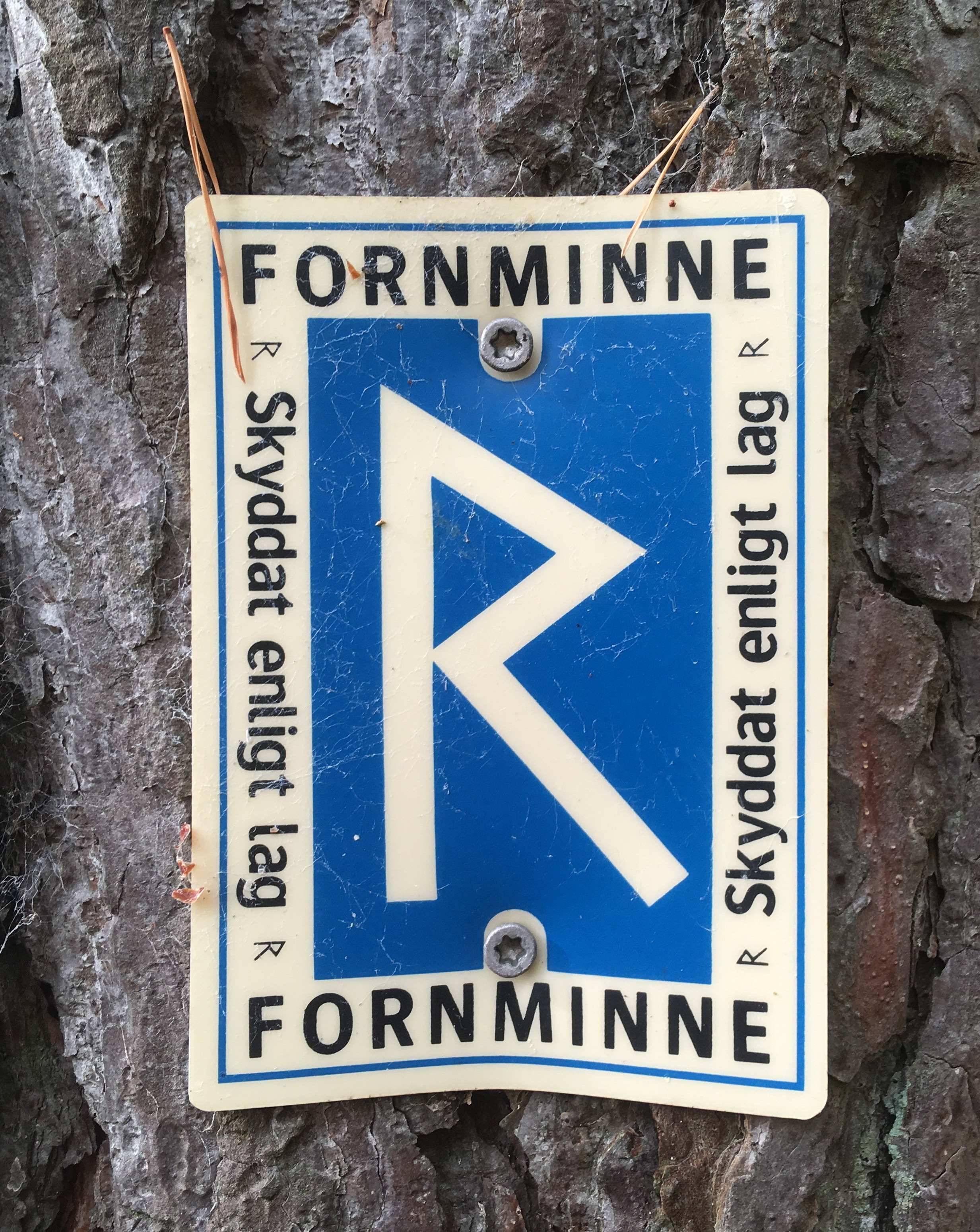
Zeichen für „Fornminnen“ in Schweden

Diese Liste der Fornminnen in Hjortsberga zeigt die „Alten/antiken Denkmale“ (schwedisch fornminnen) im ehemaligen Socken Hjortsberga in der heutigen Gemeinde Ronneby der südschwedischen Provinz Blekinge län, sie ist eine Teilliste der „Liste der Fornminnen in Blekinge“. Die Aufteilung basiert auf der historischen Zuordnung der Gebiete in Socken (siehe auch) und der Einteilung des Zentralamts für Denkmalpflege Riksantikvarieämbetet (RAÄ). Es werden die Fornminnen aufgeführt, die auf dem Suchdienst „Fornsök“ registriert sind, welcher weitere Informationen zu den bekannten kulturhistorischen Überresten in Schweden enthält.

## Begriffserklärung
Fornminnen (schwedisch für alte/antike Denkmale oder archäologische Funde) sind in Schweden alte Objekte und archäologische Funde (Fornlämningar), welche die Überreste menschlicher Aktivitäten in der Vergangenheit bezeichnen, die durch frühere Nutzung entstanden sind und dauerhaft aufgegeben wurden. Dabei gilt für Fornminnen, die vor 1850 entstanden sind, dass sie automatisch durch das Gesetz geschützt sind. Aber auch jüngere Überreste können zu Bodendenkmalen erklärt werden, wenn sie sich an ihrem ursprünglichen Standort befinden und weitgehend erdgebunden sind. Als Fornminnen zählen u. a. Siedlungen und Siedlungsreste aus prähistorischer Zeit, Gräber und Grabstätten, Burgruinen, Ruinen von Klöstern, Kirchen und Schlössern, Steine und Felsen mit Inschriften und Bildern (z. B. Runensteine und Petroglyphen), insofern sie nicht schon als Einzeldenkmal unter Byggnadsminnen (schwedisch für Baudenkmale) oder kyrkliga Kulturminnen (schwedisch für kirchliches Kulturgut) ausgewiesen sind.

## Legende
| ID           | = | ID.Nr. des Denkmalregisters (Fornsök) im schwedische Amt für nationales Kulturerbe (Riksantikvarieämbetet (RAÄ)) |
| Lage         | = | Koordinatenangabe des Standorts                                                                                  |
| Bezeichnung  | = | Bezeichnung des Denkmalobjekts (auch RAÄ-Nr.)                                                                    |
| Beschreibung | = | Name (Denkmaltyp/Dokumentenverweis im Arkivsök) sowie eine kurze Beschreibung des Objekts                        |
| Bild         | = | Bild des Objekts sowie Verweis auf weitere Bilder                                                                |

## Liste Fornminnen Hjortsberga
| ID             | Lage    | Bezeichnung (RAÄ-Nr.) | Beschreibung | Bild           |
| -------------- | ------- | --------------------- | --- | -------------- |
| 10099600010001 | (Karte) | Hjortsberga 1:1       | Hjortsberga 1:1 (Grabstein / L1979:5477) | Weitere Bilder |
| 10099600010002 | (Karte) | Hjortsberga 1:2       | Hjortsberga 1:2 (Grabstein / L1979:5479) | Weitere Bilder |
| 10099600010003 | (Karte) | Hjortsberga 1:3       | Hjortsberga 1:3 (Grabhügel / L1979:5478) | Weitere Bilder |
| 10099600020001 | (Karte) | Hjortsberga 2:1       | Hjortsberga 2:1 (Steinsetzung / L1979:5659) | Weitere Bilder |
| 10099600020002 | (Karte) | Hjortsberga 2:2       | Hjortsberga 2:2 (Steinsetzung / L1979:6083) | Weitere Bilder |
| 10099600020003 | (Karte) | Hjortsberga 2:3       | Hjortsberga 2:3 (Steinsetzung / L1979:5990) | Weitere Bilder |
| 10099600030001 | (Karte) | Hjortsberga 3:1       | Hjortsberga 3:1 (Grabhügel / L1979:6084) | Weitere Bilder |
| 10099600040001 | (Karte) | Hjortsberga 4:1       | Hjortsberga 4:1 (Steinsetzung& / L1979:6085) | Weitere Bilder |
| 10099600040002 | (Karte) | Hjortsberga 4:2       | Hjortsberga 4:2 (Steinsetzung / L1979:5264) | Weitere Bilder |
| 10099600050001 | (Karte) | Hjortsberga 5:1       | Hjortsberga 5:1 (Grabstein / L1979:5683) | Weitere Bilder |
| 10099600060001 | (Karte) | Hjortsberga 6:1       | Hjortsberga 6:1 (Steinsetzung / L1979:5684) | Weitere Bilder |
| 10099600070001 | (Karte) | Hjortsberga 7:1       | Hjortsberga 7:1 (Grabhügel / L1979:5685) | Weitere Bilder |
| 10099600080001 | (Karte) | Hjortsberga 8:1       | Hjortsberga 8:1 (Gräberfeld / L1979:5242) großes (etwa 280 x 85 m) Gräberfeld westlich der Ortslage Johannishus, südlich der Kirche Hjortsberga (21300000003548 - siehe auch) bestehend aus ca. 110 frühzeitlichen Funden mit etwa 55 Grabhügel sowie verschiedenen runden wie auch rechteckigen Steinsetzungen, Steinhügeln, Steinkreisen und stehenden Steinen in unterschiedlichen Größen (siehe ausführliche Beschreibung). Südlich davon befindet sich die Steinsetzung Hjortsberga 9:1 (L1979:5937) und südöstlich der Grabstein Hjortsberga 10:1 (L1979:5938). Das Gebiet befindet sich im südlichen Teil des „Johannishus åsar“-Naturschutzgebiet; im Norden des Areals steht der freistehende um 1665 erstmals erwähnte hölzerne Glockenturm. | Weitere Bilder |
| 10099600090001 | (Karte) | Hjortsberga 9:1       | Hjortsberga 9:1 (Steinsetzung / L1979:5937) flache runde (etwa 14 m Durchmesser) Steinsetzung mit einem zentralen 1,2 m großen Steinblock südlich des Gräberfelds Hjortsberga 8:1 (L1979:5242) im südlichen Teil des Naturschutzgebiet „Johannishus åsar“ | Weitere Bilder |
| 10099600100001 | (Karte) | Hjortsberga 10:1      | Hjortsberga 10:1 (Grabstein / L1979:5938) freistehender, rechteckiger sich nach oben verjüngender etwa 1,5 m hoher und 0,8 m breiter Granit-Grabstein südöstlich des Gräberfelds Hjortsberga 8:1 (L1979:5242) im südlichen Teil des Naturschutzgebiet „Johannishus åsar“ | Weitere Bilder |
| 10099600120001 | (Karte) | Hjortsberga 12:1      | Hjortsberga 12:1 (Steinsetzung / L1979:5544) | Weitere Bilder |
| 10099600120002 | (Karte) | Hjortsberga 12:2      | Hjortsberga 12:2 (Steinsetzung / L1979:5546) | Weitere Bilder |
| 10099600120003 | (Karte) | Hjortsberga 12:3      | Hjortsberga 12:3 (Steinsetzung / L1979:6104) | Weitere Bilder |
| 10099600120004 | (Karte) | Hjortsberga 12:4      | Hjortsberga 12:4 (Steinsetzung / L1979:5545) | Weitere Bilder |
| 10099600140001 | (Karte) | Hjortsberga 14:1      | Hjortsberga 14.1 (Gräberfeld / L1979:5753) | Weitere Bilder |
| 10099600150001 | (Karte) | Hjortsberga 15:1      | Hjortsberga 15:1 (Grabstein / L1979:5730) | Weitere Bilder |
| 10099600160001 | (Karte) | Hjortsberga 16:1      | Hjortsberga 16:1 (Steinhügelgrab / L1979:5868) | Weitere Bilder |
| 10099600170001 | (Karte) | Hjortsberga 17:1      | Hjortsberga 17:1 (Steinsetzung / L1979:5340) | Weitere Bilder |
| 10099600170002 | (Karte) | Hjortsberga 17:2      | Hjortsberga 17:2 (Steinsetzung / L1979:5341) | Weitere Bilder |
| 10099600170003 | (Karte) | Hjortsberga 17:3      | Hjortsberga 17:3 (Steinsetzung / L1979:5339) | Weitere Bilder |
| 10099600180001 | (Karte) | Hjortsberga 18:1      | Hjortsberga 18:1 (Steinsetzung / L1979:5991) | Weitere Bilder |
| 10099600180002 | (Karte) | Hjortsberga 18:2      | Hjortsberga 18:2 (Steinsetzung / L1979:5856) | Weitere Bilder |
| 10099600200001 | (Karte) | Hjortsberga 20:1      | Hjortsberga 20:1 (Steinsetzung / L1979:5442) | Weitere Bilder |
| 10099600210001 | (Karte) | Hjortsberga 21:1      | Hjortsberga 21:1 (Steinsetzung / L1979:5976) | Weitere Bilder |
| 10099600220001 | (Karte) | Hjortsberga 22:1      | Hjortsberga 22:1 (Steinsetzung / L1979:5611) | Weitere Bilder |
| 10099600230001 | (Karte) | Hjortsberga 23:1      | Hjortsberga 23:1 (Steinsetzung / L1979:6048) | Weitere Bilder |
| 10099600250001 | (Karte) | Hjortsberga 25:1      | Hjortsberga 25:1 (Gräberfeld / L1979:6091) | Weitere Bilder |
| 10099600260001 | (Karte) | Hjortsberga 26:1      | Hjortsberga 26:1 (Steinsetzung / L1979:5253) | Weitere Bilder |
| 10099600260002 | (Karte) | Hjortsberga 26:2      | Hjortsberga 26:2 (Steinkreis / L1979:5688) | Weitere Bilder |
| 10099600260003 | (Karte) | Hjortsberga 26:3      | Hjortsberga 26:3 (Steinsetzung / L1979:5689) | Weitere Bilder |
| 10099600270001 | (Karte) | Hjortsberga 27:1      | Hjortsberga 27:1 (Steinhügelgrab / L1979:5864) | Weitere Bilder |
| 10099600270002 | (Karte) | Hjortsberga 27:2      | Hjortsberga 27:2 (Steinhügelgrab / L1979:5430) | Weitere Bilder |
| 10099600280001 | (Karte) | Hjortsberga 28:1      | Hjortsberga 28:1 (Steinhügelgrab / L1979:5866) Steinhügelgrab mit ca. 10 m Durchmesser und 1,2 m Höhe mit einer rechteckigen Erweiterung (4 x 3 m) im Nordwesten, neben Steinsetzung Hjortsberga 278 (L1978:6886) in einem Gebiet von mehreren Funden westlich Djurtorp, etwa 2 km südwestlich von Johannishus | Weitere Bilder |
| 10099600280002 | (Karte) | Hjortsberga 28:2      | Hjortsberga 28:2 (Steinsetzung / L1979:5538) | Weitere Bilder |
| 10099600280003 | (Karte) | Hjortsberga 28:3      | Hjortsberga 28:3 (Steinsetzung / L1979:5395) | Weitere Bilder |
| 10099600290001 | (Karte) | Hjortsberga 29:1      | Hjortsberga 29:1 (Steinhügelgrab / L1979:5988) | Weitere Bilder |
| 10099600290002 | (Karte) | Hjortsberga 29:2      | Hjortsberga 29:2 (Steinhügelgrab / L1979:5987) | Weitere Bilder |
| 10099600300001 | (Karte) | Hjortsberga 30:1      | Hjortsberga 30:1 (Steinhügelgrab / L1979:5502) | Weitere Bilder |
| 10099600300002 | (Karte) | Hjortsberga 30:2      | Hjortsberga 30:2 (Steinsetzung / L1979:5989) | Weitere Bilder |
| 10099600310001 | (Karte) | Hjortsberga 31:1      | Hjortsberga 31:1 (Steinsetzung / L1979:5677) | Weitere Bilder |
| 10099600320001 | (Karte) | Hjortsberga 32:1      | Hjortsberga 32:1 (Grabstein / L1979:6106) | Weitere Bilder |
| 10099600320002 | (Karte) | Hjortsberga 32:2      | Hjortsberga 32:2 (Grabstein / L1979:6107) | Weitere Bilder |
| 10099600320003 | (Karte) | Hjortsberga 32:3      | Hjortsberga 32:3 (Grabstein / L1979:6105) | Weitere Bilder |
| 10099600330001 | (Karte) | Hjortsberga 33:1      | Hjortsberga 33:1 (Grabstein / L1979:5809) | Weitere Bilder |
| 10099600330002 | (Karte) | Hjortsberga 33:2      | Hjortsberga 33:2 (Grabstein / L1979:5663) | Weitere Bilder |
| 10099600340001 | (Karte) | Hjortsberga 34:1      | Hjortsberga 34:1 (Grabstein / L1979:5265) | Weitere Bilder |
| 10099600350001 | (Karte) | Hjortsberga 35:1      | Hjortsberga 35:1 (Gräberfeld / L1979:5266) | Weitere Bilder |
| 10099600360001 | (Karte) | Hjortsberga 36:1      | Hjortsberga 36:1 (Steinkreis / L1979:5913) (auch als schwedisch Högsta domstolen bekannt) | Weitere Bilder |
| 10099600360002 | (Karte) | Hjortsberga 36:2      | Hjortsberga 36:2 (Petroglyphe / L1979:5384) | Weitere Bilder |
| 10099600370001 | (Karte) | Hjortsberga 37:1      | Hjortsberga 37:1 (Gräberfeld / L1979:6037) | Weitere Bilder |
| 10099600380001 | (Karte) | Hjortsberga 38:1      | Hjortsberga 38:1 (Gräberfeld / L1979:5522) | Weitere Bilder |
| 10099600390001 | (Karte) | Hjortsberga 39:1      | Hjortsberga 39:1 (Gräberfeld / L1979:5592) | Weitere Bilder |
| 10099600400001 | (Karte) | Hjortsberga 40:1      | Hjortsberga 40:1 (Gräberfeld / L1979:6108) | Weitere Bilder |
| 10099600410001 | (Karte) | Hjortsberga 41:1      | Hjortsberga 41:1 (Gräberfeld / L1979:5271) | Weitere Bilder |
| 10099600420001 | (Karte) | Hjortsberga 42:1      | Hjortsberga 42:1 (Steinsetzung / L1979:5491) | Weitere Bilder |
| 10099600420003 | (Karte) | Hjortsberga 42:3      | Hjortsberga 42:3 (Steinsetzung / L1979:5974) | Weitere Bilder |
| 10099600430001 | (Karte) | Hjortsberga 43:1      | Hjortsberga 43:1 (Steinsetzung / L1979:6088) | Weitere Bilder |
| 10099600430002 | (Karte) | Hjortsberga 43:2      | Hjortsberga 43:2 (Steinsetzung / L1979:6089) | Weitere Bilder |
| 10099600430003 | (Karte) | Hjortsberga 43:3      | Hjortsberga 43:3 (Steinsetzung / L1979:5664) | Weitere Bilder |
| 10099600440001 | (Karte) | Hjortsberga 44:1      | Hjortsberga 44:1 (Grabstein / L1979:6090) | Weitere Bilder |
| 10099600450001 | (Karte) | Hjortsberga 45:1      | Hjortsberga 45:1 (Gräberfeld / L1979:5614) Gräberfeld Kasakulle (auch als schwedisch Kasakulle gravfält bezeichnet) | Weitere Bilder |
| 10099600470001 | (Karte) | Hjortsberga 47:1      | Hjortsberga 47:1 (Steinhügelgrab / L1979:5597) | Weitere Bilder |
| 10099600480001 | (Karte) | Hjortsberga 48:1      | Hjortsberga 48:1 (Steinsetzung / L1979:5598) | Weitere Bilder |
| 10099600500001 | (Karte) | Hjortsberga 50:1      | Hjortsberga 50:1 (Steinhügelgrab / L1979:5319) | Weitere Bilder |
| 10099600510001 | (Karte) | Hjortsberga 51:1      | Hjortsberga 51:1 (Steinsetzung / L1979:5732) | Weitere Bilder |
| 10099600520001 | (Karte) | Hjortsberga 52:1      | Hjortsberga 52:1 (Steinhügelgrab / L1979:5734) | Weitere Bilder |
| 10099600520002 | (Karte) | Hjortsberga 52:2      | Hjortsberga 52:2 (Steinsetzung / L1979:5733) | Weitere Bilder |
| 10099600520003 | (Karte) | Hjortsberga 52:3      | Hjortsberga 52:3 (Steinkreis / L1979:5278) | Weitere Bilder |
| 10099600530001 | (Karte) | Hjortsberga 53:1      | Hjortsberga 53:1 (Steinkreis / L1979:5333) | Weitere Bilder |
| 10099600530002 | (Karte) | Hjortsberga 53:2      | Hjortsberga 53:2 (Grabstein / L1979:5796) | Weitere Bilder |
| 10099600530003 | (Karte) | Hjortsberga 53:3      | Hjortsberga 53:3 (Grabstein / L1979:5795) | Weitere Bilder |
| 10099600530004 | (Karte) | Hjortsberga 53:4      | Hjortsberga 53:4 (Grabstein / L1979:5344) | Weitere Bilder |
| 10099600530005 | (Karte) | Hjortsberga 53:5      | Hjortsberga 53:5 (Grabstein / L1979:5797) | Weitere Bilder |
| 10099600540001 | (Karte) | Hjortsberga 54:1      | Hjortsberga 54:1 (Steinsetzung / L1979:5910) | Weitere Bilder |
| 10099600550001 | (Karte) | Hjortsberga 55:1      | Hjortsberga 55:1 (Steinsetzung / L1979:5911) | Weitere Bilder |
| 10099600560001 | (Karte) | Hjortsberga 56:1      | Hjortsberga 56:1 (Steinhügelgrab / L1979:5912) | Weitere Bilder |
| 10099600570001 | (Karte) | Hjortsberga 57:1      | Hjortsberga 57:1 (Steinhügelgrab / L1979:5434) | Weitere Bilder |
| 10099600580001 | (Karte) | Hjortsberga 58:1      | Hjortsberga 58:1 (Steinhügelgrab / L1979:5558) | Weitere Bilder |
| 10099600590001 | (Karte) | Hjortsberga 59:1      | Hjortsberga 59:1 (Steinhügelgrab / L1979:5520) | Weitere Bilder |
| 10099600600001 | (Karte) | Hjortsberga 60:1      | Hjortsberga 60:1 (Steinsetzung / L1979:5521) | Weitere Bilder |
| 10099600620001 | (Karte) | Hjortsberga 62:1      | Hjortsberga 62:1 (Steinsetzung / L1979:5184) | Weitere Bilder |
| 10099600620002 | (Karte) | Hjortsberga 62:2      | Hjortsberga 62:2 (Steinsetzung / L1979:5725) | Weitere Bilder |
| 10099600630001 | (Karte) | Hjortsberga 63:1      | Hjortsberga 63:1 (Steinsetzung / L1979:5185) | Weitere Bilder |
| 10099600640001 | (Karte) | Hjortsberga 64:1      | Hjortsberga 64:1 (Steinhügelgrab / L1979:5186) | Weitere Bilder |
| 10099600650001 | (Karte) | Hjortsberga 65:1      | Hjortsberga 65:1 (Steinhügelgrab / L1979:5681) | Weitere Bilder |
| 10099600650002 | (Karte) | Hjortsberga 65:2      | Hjortsberga 65:2 (Steinhügelgrab / L1979:5698) | Weitere Bilder |
| 10099600660001 | (Karte) | Hjortsberga 66:1      | Hjortsberga 66:1 (Steinhügelgrab / L1979:5417) | Weitere Bilder |
| 10099600670001 | (Karte) | Hjortsberga 67:1      | Hjortsberga 67:1 (Steinhügelgrab / L1979:5418) | Weitere Bilder |
| 10099600680001 | (Karte) | Hjortsberga 68:1      | Hjortsberga 68:1 (Steinkreis / L1979:5419) | Weitere Bilder |
| 10099600680002 | (Karte) | Hjortsberga 68:2      | Hjortsberga 68:2 (Steinkreis / L1979:5936) | Weitere Bilder |
| 10099600740001 | (Karte) | Hjortsberga 74:1      | Hjortsberga 74:1 (Grabstein / L1979:6114) | Weitere Bilder |
| 10099600740002 | (Karte) | Hjortsberga 74:2      | Hjortsberga 74:2 (Grabstein / L1979:5682) | Weitere Bilder |
| 10099600790001 | (Karte) | Hjortsberga 79:1      | Hjortsberga 79:1 (Steinsetzung / L1979:6023) | Weitere Bilder |
| 10099600790002 | (Karte) | Hjortsberga 79:2      | Hjortsberga 79:2 (Steinsetzung / L1979:6024) | Weitere Bilder |
| 10099600800001 | (Karte) | Hjortsberga 80:1      | Hjortsberga 80:1 (Steinsetzung / L1979:5869) | Weitere Bilder |
| 10099600800002 | (Karte) | Hjortsberga 80:2      | Hjortsberga 80:2 (Steinsetzung / L1979:5870) | Weitere Bilder |
| 10099600800003 | (Karte) | Hjortsberga 80:3      | Hjortsberga 80:3 (Steinsetzung / L1979:5542) | Weitere Bilder |
| 10099600800004 | (Karte) | Hjortsberga 80:4      | Hjortsberga 80:4 (Steinsetzung / L1979:5435) | Weitere Bilder |
| 10099600860001 | (Karte) | Hjortsberga 86:1      | Hjortsberga 86:1 (Steinsetzung / L1979:5799) | Weitere Bilder |
| 10099600910001 | (Karte) | Hjortsberga 91:1      | Hjortsberga 91:1 (Petroglyphe / L1979:5813) | Weitere Bilder |
| 12000000099747 | (Karte) | Hjortsberga 130       | Hjortsberga 130 (Steinsetzung / L1978:4316) | Weitere Bilder |
| 12000000099748 | (Karte) | Hjortsberga 131       | Hjortsberga 131 (Steinsetzung / L1978:4317) | Weitere Bilder |
| 12000000099750 | (Karte) | Hjortsberga 133       | Hjortsberga 133 (Steinsetzung / L1978:4013) | Weitere Bilder |
| 12000000099751 | (Karte) | Hjortsberga 134       | Hjortsberga 134 (Petroglyphe / L1978:4114) | Weitere Bilder |
| 12000000099754 | (Karte) | Hjortsberga 136       | Hjortsberga 136 (Petroglyphe / L1978:4116) | Weitere Bilder |
| 12000000099756 | (Karte) | Hjortsberga 137       | Hjortsberga 137 (Steinsetzung / L1978:2891) | Weitere Bilder |
| 12000000099761 | (Karte) | Hjortsberga 141       | Hjortsberga 141 (Steinsetzung / L1978:4304) | Weitere Bilder |
| 12000000100845 | (Karte) | Hjortsberga 159       | Hjortsberga 159 (Steinhügelgrab / L1978:3773) | Weitere Bilder |
| 12000000100851 | (Karte) | Hjortsberga 162       | Hjortsberga 162 (Steinsetzung / L1978:4249) | Weitere Bilder |
| 12000000100928 | (Karte) | Hjortsberga 171       | Hjortsberga 171 (Petroglyphe / L1978:4618) | Weitere Bilder |
| 12000000100934 | (Karte) | Hjortsberga 173       | Hjortsberga 173 (Steinsetzung / L1978:3658) | Weitere Bilder |
| 12000000100945 | (Karte) | Hjortsberga 177       | Hjortsberga 177 (Steinsetzung / L1978:4557) | Weitere Bilder |
| 12000000100950 | (Karte) | Hjortsberga 179       | Hjortsberga 179 (Steinhügelgrab / L1978:4154) | Weitere Bilder |
| 12000000100951 | (Karte) | Hjortsberga 180       | Hjortsberga 180 (Petroglyphe / L1978:4155) | Weitere Bilder |
| 12000000100956 | (Karte) | Hjortsberga 182       | Hjortsberga 182 (Steinsetzung / L1978:3766) | Weitere Bilder |
| 12000000100974 | (Karte) | Hjortsberga 188       | Hjortsberga 188 (Steinhügelgrab / L1978:4698) | Weitere Bilder |
| 12000000111291 | (Karte) | Hjortsberga 192       | Hjortsberga 192 (Steinsetzung / L1978:7552) | Weitere Bilder |
| 12000000115184 | (Karte) | Hjortsberga 196       | Hjortsberga 196 (Steinsetzung / L1978:6571) | Weitere Bilder |
| 12000000115185 | (Karte) | Hjortsberga 197       | Hjortsberga 197 (Steinsetzung / L1978:6572) | Weitere Bilder |
| 12000000115188 | (Karte) | Hjortsberga 199       | Hjortsberga 199 (Steinsetzung / L1978:6604) | Weitere Bilder |
| 12000000115796 | (Karte) | Hjortsberga 200       | Hjortsberga 200 (Steinsetzung / L1978:6748) | Weitere Bilder |
| 12000000115799 | (Karte) | Hjortsberga 202       | Hjortsberga 202 (Steinsetzung / L1978:6697) | Weitere Bilder |
| 12000000115800 | (Karte) | Hjortsberga 203       | Hjortsberga 203 (Steinsetzung / L1978:6698) | Weitere Bilder |
| 12000000115802 | (Karte) | Hjortsberga 204       | Hjortsberga 204 (Petroglyphe / L1978:6760) | Weitere Bilder |
| 12000000115804 | (Karte) | Hjortsberga 205       | Hjortsberga 205 (Steinhügelgrab / L1978:6761) | Weitere Bilder |
| 12000000116040 | (Karte) | Hjortsberga 206       | Hjortsberga 206 (Steinsetzung / L1978:6704) | Weitere Bilder |
| 12000000116041 | (Karte) | Hjortsberga 207       | Hjortsberga 207 (Steinhügelgrab / L1978:6705) | Weitere Bilder |
| 12000000116042 | (Karte) | Hjortsberga 208       | Hjortsberga 208 (Steinsetzung / L1978:6706) | Weitere Bilder |
| 12000000116043 | (Karte) | Hjortsberga 209       | Hjortsberga 209 (Steinhügelgrab / L1978:6764) | Weitere Bilder |
| 12000000116045 | (Karte) | Hjortsberga 211       | Hjortsberga 211 (Steinsetzung / L1978:6766) | Weitere Bilder |
| 12000000116050 | (Karte) | Hjortsberga 212       | Hjortsberga 212 (Steinsetzung / L1978:6661) | Weitere Bilder |
| 12000000116052 | (Karte) | Hjortsberga 213       | Hjortsberga 213 (Steinsetzung / L1978:6687) | Weitere Bilder |
| 12000000116053 | (Karte) | Hjortsberga 214       | Hjortsberga 214 (Steinsetzung / L1978:6707) | Weitere Bilder |
| 12000000116056 | (Karte) | Hjortsberga 215       | Hjortsberga 215 (Steinsetzung / L1978:6709) | Weitere Bilder |
| 12000000116104 | (Karte) | Hjortsberga 218       | Hjortsberga 218 (Petroglyphe / L1978:6751) | Weitere Bilder |
| 12000000116226 | (Karte) | Hjortsberga 222       | Hjortsberga 222 (Steinsetzung / L1978:6564) | Weitere Bilder |
| 12000000117211 | (Karte) | Hjortsberga 227       | Hjortsberga 227 (Steinsetzung / L1978:7014) | Weitere Bilder |
| 12000000118477 | (Karte) | Hjortsberga 239       | Hjortsberga 239 (Grabstein / L1978:6949) | Weitere Bilder |
| 12000000118479 | (Karte) | Hjortsberga 241       | Hjortsberga 241 (Steinsetzung / L1978:6867) | Weitere Bilder |
| 12000000118480 | (Karte) | Hjortsberga 242       | Hjortsberga 242 (Steinsetzung / L1978:6868) | Weitere Bilder |
| 12000000118481 | (Karte) | Hjortsberga 243       | Hjortsberga 243 (Steinsetzung / L1978:6869) | Weitere Bilder |
| 12000000118482 | (Karte) | Hjortsberga 244       | Hjortsberga 244 (Steinsetzung / L1978:6905) | Weitere Bilder |
| 12000000118483 | (Karte) | Hjortsberga 245       | Hjortsberga 245 (Steinsetzung / L1978:6906) | Weitere Bilder |
| 12000000118485 | (Karte) | Hjortsberga 247       | Hjortsberga 247 (Steinsetzung / L1978:6865) | Weitere Bilder |
| 12000000118486 | (Karte) | Hjortsberga 248       | Hjortsberga 248 (Steinsetzung / L1978:6866) | Weitere Bilder |
| 12000000118487 | (Karte) | Hjortsberga 249       | Hjortsberga 249 (Steinsetzung / L1978:6902) | Weitere Bilder |
| 12000000118489 | (Karte) | Hjortsberga 251       | Hjortsberga 251 (Steinsetzung / L1978:6984) | Weitere Bilder |
| 12000000118490 | (Karte) | Hjortsberga 252       | Hjortsberga 252 (Steinsetzung / L1978:6985) | Weitere Bilder |
| 12000000118496 | (Karte) | Hjortsberga 253       | Hjortsberga 253 (Steinsetzung / L1978:6904) | Weitere Bilder |
| 12000000118497 | (Karte) | Hjortsberga 254       | Hjortsberga 254 (Steinsetzung / L1978:6942) | Weitere Bilder |
| 12000000118498 | (Karte) | Hjortsberga 255       | Hjortsberga 255 (Steinsetzung / L1978:6943) | Weitere Bilder |
| 12000000118500 | (Karte) | Hjortsberga 257       | Hjortsberga 257 (Steinsetzung / L1978:6982) | Weitere Bilder |
| 12000000118501 | (Karte) | Hjortsberga 258       | Hjortsberga 258 (Steinsetzung / L1978:6983) | Weitere Bilder |
| 12000000118502 | (Karte) | Hjortsberga 259       | Hjortsberga 259 (Steinsetzung / L1978:7019) | Weitere Bilder |
| 12000000118503 | (Karte) | Hjortsberga 260       | Hjortsberga 260 (Steinsetzung / L1978:7020) | Weitere Bilder |
| 12000000118504 | (Karte) | Hjortsberga 261       | Hjortsberga 261 (Steinsetzung / L1978:7021) | Weitere Bilder |
| 12000000118506 | (Karte) | Hjortsberga 263       | Hjortsberga 263 (Steinsetzung / L1978:7023) | Weitere Bilder |
| 12000000118507 | (Karte) | Hjortsberga 264       | Hjortsberga 264 (Steinhügelgrab / L1978:7044) | Weitere Bilder |
| 12000000118508 | (Karte) | Hjortsberga 265       | Hjortsberga 265 (Steinsetzung / L1978:7045) | Weitere Bilder |
| 12000000118509 | (Karte) | Hjortsberga 266       | Hjortsberga 266 (Steinsetzung / L1978:6978) | Weitere Bilder |
| 12000000118510 | (Karte) | Hjortsberga 267       | Hjortsberga 267 (Steinsetzung / L1978:6979) | Weitere Bilder |
| 12000000118511 | (Karte) | Hjortsberga 268       | Hjortsberga 268 (Steinsetzung / L1978:6980) | Weitere Bilder |
| 12000000118513 | (Karte) | Hjortsberga 270       | Hjortsberga 270 (Steinsetzung / L1978:7018) | Weitere Bilder |
| 12000000118514 | (Karte) | Hjortsberga 271       | Hjortsberga 271 (Steinsetzung / L1978:7074) | Weitere Bilder |
| 12000000119920 | (Karte) | Hjortsberga 276       | Hjortsberga 276 (Petroglyphe / L1978:6800) Schalengruben-Vorkommen auf einem 2 x 1,5 m Steinblock, bestehend aus etwa 15 (ca. 15 bis 20 cm großen) Schalen, in einem Gebiet von mehreren Funden westlich Djurtorp, etwa 2 km südwestlich von Johannishus, etwa 50 m nördlich von Steinsetzung Hjortsberga 26:1 (L1979:5253), Steinkreis Hjortsberga 26:2 (L1979:5688) und Steinsetzung Hjortsberga 26:3 (L1979:5689) | Weitere Bilder |
| 12000000119928 | (Karte) | Hjortsberga 278       | Hjortsberga 278 (Steinsetzung / L1978:6886) fast runde (ca. 5 m Durchmesser) Steinsetzung in einem Gebiet von mehreren Funden westlich Djurtorp, etwa 2 km südwestlich von Johannishus neben Steinhügelgrab Hjortsberga 28:1 (L1979:5866) | Weitere Bilder |